# Маклејнсборо (Илиноис)
Маклејнсборо (енгл. McLeansboro) град је у америчкој савезној држави Илиноис. По попису становништва из 2010. у њему је живело 2.883 становника.

## Демографија
Према попису становништва из 2010. у граду је живело 2.883 становника, што је 62 (2,1%) становника мање него 2000. године.
| Група             | 2000.         | 2010.         |
| Белци             | 2.883 (97,9%) | 2.776 (96,3%) |
| Афроамериканци    | 23 (0,8%)     | 12 (0,4%)     |
| Азијати           | 6 (0,2%)      | 12 (0,4%)     |
| Хиспаноамериканци | 11 (0,4%)     | 60 (2,1%)     |
| Укупно            | 2.945         | 2.883         |